# Taisei Kobayashi
Pour les articles homonymes, voir Kobayashi.
Taisei Kobayashi (小林 泰正, Kobayashi Taisei, né le 12 août 1994) est un coureur cycliste japonais, spécialiste des épreuves d'endurance sur piste.

## Palmarès sur piste

### Championnats d'Asie
- New Delhi 2017
  -  Médaillé de bronze de l'américaine

### Championnats du Japon
- 2015
  -  Champion du Japon de l'omnium
- 2016
  -  Champion du Japon de l'omnium
- 2017
  - 3e du championnat du Japon de l'omnium

## Palmarès sur route
- 2014
  - 3e du championnat du Japon du contre-la-montre espoirs